# 과달루페 (1984년 텔레노벨라)
《과달루페》(스페인어: Guadalupe)은 1984년 방영된 멕시코의 텔레노벨라이다.